# 乌鲁木齐市第三十六中学
43°46′11″N 87°36′53″E / 43.7696°N 87.61474°E
乌鲁木齐市第三十六中学，是一所位于新疆乌鲁木齐市胜利路羊毛湖路的寄宿制中学。

## 特色
乌鲁木齐市创办于1984年。1996年起，学校在初中部开展用两种语言授课实验，理科用汉语授课、文科用哈萨克语授课。学校占地面积约2.8公顷，建筑面积13761平方米。2014年学校筹建心育特色学校。

## 活动
2019年，学校开展首届校园文化艺体节活动。